# Аравийское море
Арави́йское мо́ре (араб. اَلْبَحرْ ٱلْعَرَبِيُّ‎, перс. دریای عرب‎, урду بحیرہ عرب‎, хинди अरब सागर, конкани अरब सागर, гудж. અરબી સમુદ્ર, малаял. അറബിക്കടൽ, мальд. ޢަރަބި ކަނޑު, маратхи अरबी समुद्र, синг. අරාබි මුහුද, сомал. Bada Carbeed, там. அரபிக்கடல், англ. Arabian Sea) — окраинное море в северной части Индийского океана. Ограничено Аравийским полуостровом на западе и полуостровом Индостан на востоке.
Общая площадь моря — 3 862 000 км². Максимальная ширина — 2400 км. Максимальная глубина — 5803 м. Крупнейшая река, впадающая в море — Инд.
На берегах Аравийского моря расположены Сомали, Джибути, Йемен, Оман, Иран, Пакистан, Индия и Мальдивские острова. Крупнейшие города — Карачи, Аден, Маскат, Мумбаи, Коччи и др.

## Этимология
Аравийское море было известно европейским и арабским мореплавателям под разными именами: Эритрейское море, море Синдху (Синдху Сагар), Зелёное море, Оманское море, Персидское море и Индо-Арабское море.

## Описание границ
Международная гидрографическая организация утвердила следующее описание границ Аравийского моря:
- на западе: восточная граница Аденского залива (Меридиан мыса Гвардафуй (Рас-Асир, 51°16′ в. д.));
- на севере: линия, соединяющая мыс Эль-Хадд, восточную точку Аравийского полуострова (22°32′ с. ш.), и мыс Дживани (61°43′ в. д.) на побережье Пакистана;
- на юге: линия, проведённая от крайней южной точки атолла Адду (Мальдивские острова) к крайней восточной точке мыса Рас-Хафун (Африка, 10°26′ с. ш.);
- на востоке: западная граница Лаккадивского моря (Линия, проведённая от Садашивгада на западном побережье Индии (14°48′ с. ш. 74°07′ в. д.HGЯO) к острову Кора-Дивх (13°42′ с. ш. 72°10′ в. д.HGЯO) и затем вниз вдоль западной стороны Лаккадивских и Мальдивских островов к крайней южной точке атолла Адду в составе Мальдивских островов).

## Основные порты
- Порт Карачи (Пакистан)
- Порт Гвадар (Пакистан)
- Порт Салала (Оман)
- Порт Джавахарлала Неру (Мумбаи, Индия)

## Океанография
Крупнейшими заливами являются: на западе Аденский залив, соединяющийся с Красным морем через Баб-эль-Мандебский пролив и на северо-западе Оманский залив, соединяющийся с Персидским заливом. На побережье Индии крупными являются Камбейский залив и залив Кач.

### Строение дна
Аравийское море хребтом Карлсберг и северо-западным продолжением Центрального Индийского хребта разделяется на две большие котловины, глубина которых более 3600 м: Аравийскую на северо-востоке и Сомалийскую на юго-западе. Котловины Аравийского моря ограничены двумя подводными плато (глубиной менее 1800 м). Глубина обоих плато почти на всем протяжении менее 1800 м. Средняя глубина хребта Карлсберг 1800—3600 м. Глубины, большие 3600 м наблюдаются в срединной рифтовой долине в центральной части срединно-океанического хребта. Рифтовая долина поворачивает на запад, к северу от острова Сокотра, присоединяясь к восточноафриканским рифтам юго-западнее Аденского залива.
Ширина шельфа у берегов Индии — 120 км, глубина — до 220 м, у Камбейского залива — 352 км при глубине 90 м. На Макранском побережье шельф сужается до 35 км и далее уменьшается в западном направлении. Вблизи дельты Инда шельф изрезан подводными каньонами. В вершине Оманского залива имеется широкий, покрытый илом шельф. От Оманского залива простирается Оманская котловина, в которой обнаружены глубины более 1800 м. Оманская котловина переходит в жёлоб, идущий параллельно макранскому побережью, отделённому узким хребтом Мёррей от собственно Аравийской котловины.
Хребет Мёррей также простирается на юго-запад до хребта Карлсберг. Вдоль аравийского побережья Индийский шельф протянулся узкой полосой. Дно покрыто песком, главным образом терригенного или эолового происхождения. Шельф имеет в поперечнике примерно 37 км в Аденском заливе при входе в Красное море, где его прорезает канал глубиной более 183 м.
Материковый склон до глубины 2750 м покрыт терригенными осадками, котловины — красной глиной. Рельеф дна сформировался в мезозое-кайнозое, значительная часть — в плиоцене.

### Физическая океанография
Климат Аравийского моря тропический, муссонный. Зимой преобладают ветры северо-восточных направлений, которые приносят ясную прохладную погоду, летом — юго-западные ветры, определяющие пасмурную, влажную погоду. Весной, летом и осенью часты тайфуны. Зимой температура воздуха +20—25 °C, летом +25—29 °C. Осадков от 25—125 мм в год на западе до 3000 мм на востоке с максимумом в летние месяцы.
Приливы неправильные, полусуточные, высота до 5,1 м. Поверхностные течения зимой направлены на запад, летом на восток. Температура поверхностного слоя воды зимой +22—27 °C, летом +23—28 °C с максимумом +29 °C в мае. Солёность в период юго-западного муссона — менее 35 ‰, во время северо-восточного — более 36 ‰. Под влиянием глубинных вод Красного моря и Персидского залива в Аравийском море на глубине до 1500 м температура выше +5 °C, солёность превышает 35 ‰.

### Острова
В Аравийском море имеется несколько крупных островов. Крупнейшие — Сокотра (Йемен), Масира (Оман), Астола (Пакистан).
Остров Астола, также известный как Джезира Хафт Талар (урду جزیرہ ہفت تلار‎‎) или 'Остров семи гор', — небольшой необитаемый остров у северной границы Аравийского моря в территориальных водах Пакистана, является популярным направлением для экотуризма как место наблюдения за морскими черепахами. Здесь обитают такие редкие виды как Зелёная морская черепаха (Chelonia mydas) и бисса (Eretmochelys imbracata), откладывающие яйца на пляже и обрыва. Остров — место обитания эндемичных местных гадюк (Echis carinatus astolae).
Сокотра (араб. سُقُطْرَى‎ Suquṭra) — крупнейший остров в Аравийском море; составная часть небольшого архипелага из четырёх островов. Расположен в 240 км от Африканского рога и 380 км южнее Аравийского полуострова. Треть растений, встречающихся на острове, произрастает только здесь.
Масира (араб. مَصِيْرَة‎) — остров у восточного побережья Омана. Ключевые отрасли — рыболовство и традиционное текстильное производство. Ранее важным являлось кораблестроение. Пересечённая поверхность острова и прилегающего побережья стала причиной многих кораблекрушений. Сухой климат и солёная морская вода обеспечили сохранность обломков судов доу. Район острова является очень продуктивным, любая твёрдая поверхность в прибрежных водах (бочки, двигатели) тут же обрастают представителями местной фауны.